# Hyūga (Miyazaki)
Pour les articles homonymes, voir Hyūga (homonymie).
Hyūga (日向市, Hyūga-shi) est une ville située dans la préfecture de Miyazaki, sur l'île de Kyūshū, au Japon.

## Géographie

Situation de Hyūga dans la préfecture de Miyazaki.

### Situation
Kadogawa est située dans le nord-est de la préfecture de Miyazaki, à environ 70 km au nord-est de la ville de Miyazaki. La partie orientale de la ville fait face à la mer de Hyūga.

### Municipalités limitrophes
| Misato | Kadogawa | Kadogawa     |
| Misato | Hyūga    | mer de Hyūga |
| Kijō   | Tsuno    | mer de Hyūga |

### Hydrographie
Les fleuves Omaru et Mimi serpentent dans la ville de Hyūga.

### Démographie
Le 1er février 2010, la ville de Hyūga comptait 62 967 habitants, répartis sur une superficie de 336,29 km2 (densité de population de 187 hab./km2). En juin 2025, la population était estimée à 56 178 habitants.

## Histoire
La ville moderne de Hyūga a été fondée le 1er avril 1951, de la fusion du bourg de Tomishima et du village d'Iwawaki. Le 25 février 2006, le bourg de Tōgō a été rattaché à Hyūga.

## Culture locale et patrimoine

### Événements
Chaque année, le 1er août, a lieu l'Okiyo matsuri.

## Transports

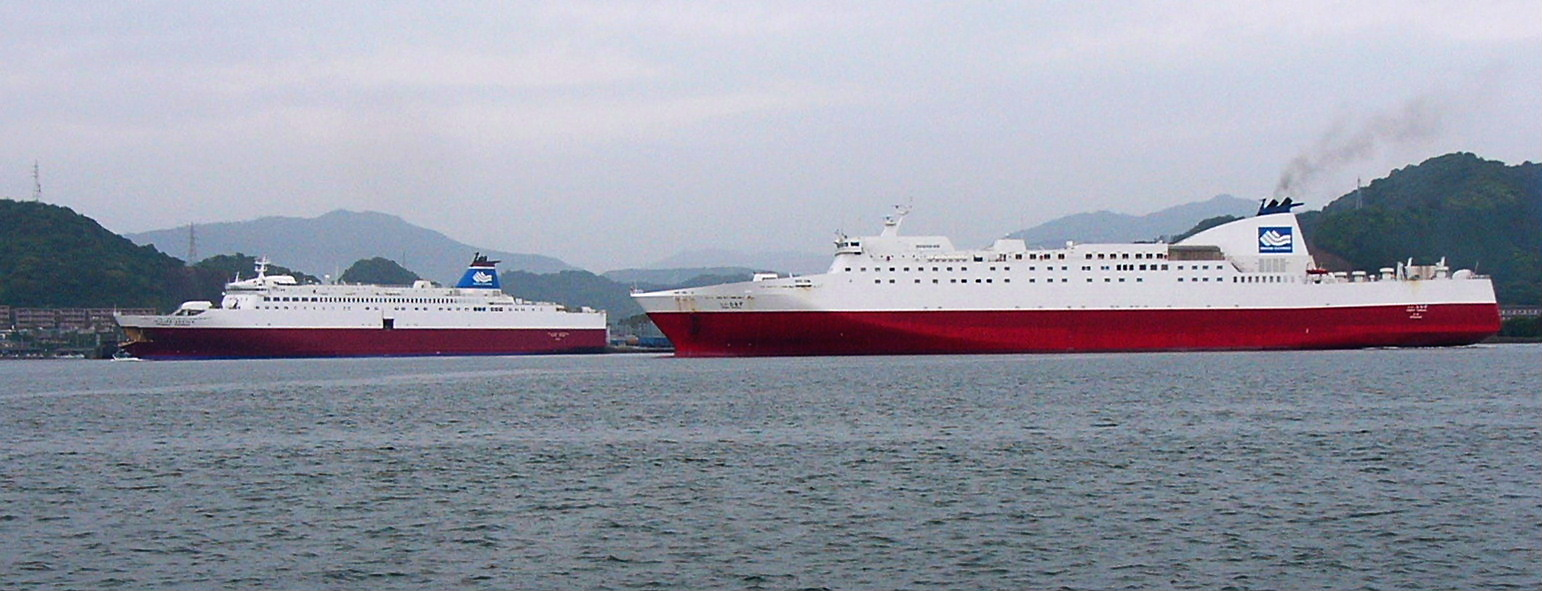
Hyūga était reliée à Kawasaki et Ōsaka par des liaisons maritimes jusqu'en 2006.

Hyūga est desservie par la ligne principale Nippō de la compagnie JR Kyushu. La gare de Hyūgashi est la principale gare de la ville. 
Jusqu'en 2006, des liaisons maritimes assurées par les ferries de la compagnie Marine Express puis Miyazaki Car Ferry reliant Hyūga à Kawasaki et Ōsaka.

## Personnalités liées à la municipalité
Les personnalités suivantes sont natives de Hyūga :
- Bokusui Wakayama ;
- Ōgure Ito ;
- Norichika Aoki ;
- Nakahara Chuya.